# Olivese
Olivese (en cors Livesi) és un municipi francès, situat a la regió de Còrsega, al departament de Còrsega del Sud. L'any 2007 tenia 266 habitants.

## Demografia
| 1962 | 1968 | 1975 | 1982 | 1990 | 1999 | 2007 |
| ---- | ---- | ---- | ---- | ---- | ---- | ---- |
| 435  | 363  | 300  | 319  | 283  | 282  | 266  |

## Administració
| Període   | Identitat       | Partit | Qualitat |  |
| --------- | --------------- | ------ | -------- |  |
| 2001-2008 | Paul-Donat Poli |        |          |  |
| 2008-     | Louis Pomi      |        |          |  |